# Vegyes 4 × 200 méteres gyorsúszás a 2011. évi nyári európai ifjúsági olimpiai fesztiválon
A Trabzonban rendezett 2011. évi nyári európai ifjúsági olimpiai fesztiválon az úszó versenyszámok közül a vegyes 4 × 200 méteres vegyesúszást  július 26-án rendezték.

## Előfutamok
Az összesített eredmények alapján a legjobb időeredménnyel rendelkező 8 csapat jutott a döntőbe.
| H   | F | Nemzet             | Versenyzők                                                                           | E                                       | Mj  |
| --- | - | ------------------ | ------------------------------------------------------------------------------------ | --------------------------------------- | --- |
| 1.  | 2 | Egyesült Királyság | Alex Dunk Ellena Jones Matthew Johnson Siwan Thomas-Howells                          | 7:59.71 1:54.87 2:03.54 1:55.49 2:05.81 | Q   |
| 2.  | 2 | Oroszország        | Mikhail Dovgalyuk Elizaveta Korolkova Alexander Kudashev Kristina Pukhova            | 7:59.77 1:54.92 2:03.49 1:55.51 2:05.85 | Q   |
| 3.  | 1 | Magyarország       | Grátz Benjamin Novoszáth Melinda Földházi Dávid Kiss Nikoletta                       | 8:07.97 1:54.60 2:08.66 1:58.87 2:05.84 | Q   |
| 4.  | 1 | Spanyolország      | Marc Calzada Fatima Gallardo Arnau Rovira Laura Fabregas                             | 8:11.59 1:55.78 2:08.79 1:56.72 2:10.30 | Q   |
| 5.  | 3 | Ukrajna            | Illia Teslenko Maryna Kyryk Bogdan Kazakov Varvara Yangicher                         | 8:11.65 1:56.48 2:13.17 1:54.69 2:07.31 | Q   |
| 6.  | 1 | Lengyelország      | Jan Krzysztof Holub Milena Klaudia Karpisz Pawel Jan Furtek Anna Magda Nita          | 8:12.43 1:55.36 2:09.05 1:55.53 2:12.49 | Q   |
| 7.  | 3 | Olaszország        | Davide Casarin Alessandra Grimoldi Luca Mencarini Dana Casotto                       | 8:14.42 1:56.67 2:08.44 1:59.95 2:09.36 | Q   |
| 8.  | 2 | Szlovénia          | Aljaz Gorza Gaja Natlacen Miha Bernat Tjasa Pintar                                   | 8:16.00 1:57.45 2:09.39 2:00.02 2:09.14 | Q   |
| 9.  | 1 | Svájc              | Alain Bernardeschi Chiara Zollinger Alexandre Haldemann Benedetta Cena               | 8:16.29 1:58.17 2:12.54 1:55.38 2:10.20 |     |
| 10. | 2 | Írország           | Brian O'sullivan Clodagh Margaret Flood Brendan Patrick Gibbons Mary Kate Mc Dowell  | 8:17.77 1:57.66 2:11.51 1:59.37 2:09.23 |     |
| 11. | 2 | Törökország        | Kaan Turker Ayar Zeynep Busra Onal Engin Yildirim Elif Nur Nas                       | 8:18.98 1:59.75 2:11.15 1:56.29 2:11.79 |     |
| 12. | 3 | Svédország         | Axel Pettersson Marlene Pavlu Lewin Adam Paulsson Elin Podeus                        | 8:20.00 2:03.22 2:10.78 1:53.60 2:12.40 |     |
| 13. | 2 | Dánia              | Morten Hansen Mette Haagen-Larsen Lasse Nielsen Lisa Duus                            | 8:21.08 1:59.05 2:11.09 1:58.59 2:12.35 |     |
| 14. | 1 | Románia            | George Raul Albu Ana Gabriela Meila Mihai Alin Lomnoseanu Andreea Puchiu             | 8:25.96 1:58.55 2:12.53 2:00.00 2:14.88 |     |
| 14. | 3 | Görögország        | Apostolos Tavlaridis Ioanna Vordi Evangelos Tsirapidis Vasiliki-Stavroula Baka       | 8:25.96 1:58.02 2:16.69 1:58.53 2:12.72 |     |
| 16. | 3 | Horvátország       | Lovre Soric Dora Kamenjarin Josip Mahic Lucija Jurkovic-Perisa                       | 8:26.51 2:00.36 2:08.72 2:04.64 2:12.79 |     |
| 17. | 3 | Ausztria           | Dominik Unger Cornelia Hackl Stefan Wurzer Julia Kukla                               | 8:28.91 1:59.96 2:14.92 2:01.32 2:12.71 |     |
| 18. | 3 | Izland             | Daniel Hannes Palsson Rebekka Jaferian Kristinn Thorarinsson Olof Edda Edvardsdottir | 8:36.19 2:02.01 2:16.82 2:02.14 2:15.22 |     |
| 19. | 1 | Moldova            | Pavel Izbisciuc Vlada Vasiliev Vladimir Naleichin Daria Borisiuk                     | 8:38.27 2:00.40 2:19.82 2:02.86 2:15.19 |     |
| 20. | 1 | Finnország         | Wiljam Rautiainen Lotta Jacobson Miro Torola Senna Maki                              | 8:38.46 2:02.94 2:20.54 1:58.10 2:16.88 |     |
| 21. | 2 | Litvánia           | Rokas Dobrovolskis Aiste Kubiliute Jevgenij Rogozin Eva Gliozeryte                   | 8:39.33 2:02.21 2:16.38 2:05.91 2:14.83 |     |
| 22. | 2 | Szerbia            | Stefan Stojanovic Milica Sostarec Dusan Tepavac Aleksandra Crevar                    | 8:44.99 2:00.10 2:25.71 2:01.97 2:17.21 |     |
| 23. | 1 | Fehéroroszország   | Uladzislau Audzeyeu Katsiaryna Afanasyeva Uladzimir Siarheyeu Hanna Vasilyeva        | 8:45.61 2:01.29 2:26.30 2:02.69 2:15.33 |     |
| -   | 3 | Németország        | Andreas Michael Jansen Rosalie Kaethner Christopher Girg Janine Wirz                 | 1:59.80 2:08.53                         | DSQ |

## Döntő
| H     | Név                | Nemzet                                                                      | E                                       | Mj |
| ----- | ------------------ | --------------------------------------------------------------------------- | --------------------------------------- | -- |
| Arany | Oroszország        | Victor Zakharov Elizaveta Korolkova Igor Bespalov Mariya Baklakova          | 7:51.81 1:53.25 2:03.67 1:53.58 2:01.31 |    |
| Ezüst | Egyesült Királyság | Matthew Johnson Ellena Jones Alex Dunk Siwan Thomas-Howells                 | 7:59.20 1:54.85 2:03.25 1:56.12 2:04.98 |    |
| Bronz | Magyarország       | Grátz Benjámin Novoszáth Melinda Földházi Dávid Kiss Nikoletta              | 8:00.90 1:53.83 2:06.86 1:56.20 2:04.01 |    |
| 4     | Olaszország        | Davide Casarin Alessandra Grimoldi Andrea Mitchel D'arrigo Dana Casotto     | 8:05.21 1:56.26 2:07.27 1:52.18 2:09.50 |    |
| 5     | Szlovénia          | Aljaz Gorza Gaja Natlacen Miha Bernat Tjasa Pintar                          | 8:07.76 1:57.37 2:06.08 1:56.93 2:07.38 |    |
| 6     | Lengyelország      | Jan Krzysztof Holub Milena Klaudia Karpisz Pawel Jan Furtek Anna Magda Nita | 8:12.13 1:54.93 2:08.83 1:55.96 2:12.41 |    |
| 7     | Ukrajna            | Illia Teslenko Maryna Kyryk Bogdan Kazakov Varvara Yangicher                | 8:14.93 1:57.48 2:12.65 1:54.56 2:10.24 |    |
| 8     | Spanyolország      | Marc Calzada Fatima Gallardo Arnau Rovira Laura Fabregas                    | 8:18.94 1:57.71 2:13.58 1:57.93 2:09.72 |    |